# Cantó de Saint-Nicolas-de-Port
El cantó de Saint-Nicolas-de-Port és un cantó francès del departament de Meurthe i Mosel·la, situat al districte de Nancy. Té 14 municipis i el cap és Saint-Nicolas-de-Port.

## Municipis
- Azelot
- Burthecourt-aux-Chênes
- Coyviller
- Dombasle-sur-Meurthe
- Ferrières
- Flavigny-sur-Moselle
- Lupcourt
- Manoncourt-en-Vermois
- Richardménil
- Rosières-aux-Salines
- Saffais
- Saint-Nicolas-de-Port
- Tonnoy
- Ville-en-Vermois

## Història
| Data d'elecció                           | Identitat            | Partit                                     | Qualitat |
| ---------------------------------------- | -------------------- | ------------------------------------------ | -------- |
| 1945-1949                                | M. Clavel            | SFIO                                       |          |
| 1949-1961                                | M. Berlet            | RPF, després divers droite                 |          |
| 1961-1979                                | Roger Boileau        | Divers droite, després CD, després UDF-CDS |          |
| 1979-1985                                | Jacques Gasthalter   | PS                                         |          |
| 1985-1992                                | Gilles Aubert        | RPR                                        |          |
| 1992-2004                                | Robert Blaise        | PS                                         |          |
| 2004-                                    | Jean-Claude Pissenem | PS                                         |          |
| les dades anteriors no són pas conegudes |                      |                                            |          |
|                                          |                      |                                            |          |

## Demografia
| A partir de 1990: Població sense dobles comptes |